# Kamsko-Ustyinsky (distrito)
Kamsko-Ustyinsky é um distrito do Tartaristão, uma das repúblicas da Rússia.